# Karol Meissner
Karol Meissner OSB, właśc. Wojciech Meissner (ur. 17 maja 1927 w Poznaniu, zm. 20 czerwca 2017 w Kościanie) – polski duchowny rzymskokatolicki, benedyktyn, lekarz, przeor klasztoru benedyktynów w Lubiniu w latach 1980–1983, administrator parafii Narodzenia Najświętszej Maryi Panny w Lubiniu w latach 1982–1988, proboszcz parafii Narodzenia Najświętszej Maryi Panny w Lubiniu w latach 1993–1999.

## Życiorys
Był synem Czesława Meissnera. Dzieciństwo spędził w Poznaniu, od wybuchu II wojny światowej w Warszawie. W powstaniu warszawskim był sanitariuszem w szpitalu polowym. Ranny podczas bombardowania dostał się do obozu jenieckiego Stalag XI A. Po zakończeniu wojny wrócił do kraju. Odbył studia medyczne na Wydziale Lekarskim Uniwersytetu Poznańskiego. Po ich ukończeniu wstąpił do zakonu benedyktynów, najpierw w Tyńcu, następnie od lat 50. XX wieku w opactwie w Lubiniu. Śluby zakonne złożył 1 stycznia 1957, a po studiach w Seminarium Duchowym w Kielcach 21 grudnia 1965 przyjął święcenia kapłańskie. W latach 1966–2005 był wykładowca w Katolickim Uniwersytecie Lubelskim, gdzie zajmował się psychologią i psychiatrią. Był autorem publikacji dotyczących małżeństwa, rodziny, płciowości, wychowania, etyki. Służył przez głoszone rekolekcje, konferencje, artykuły oraz porady indywidualne. Należał do grona inicjatorów nowego przekładu Pisma Świętego zwanego Biblią Tysiąclecia, a także członkiem kolegium redakcyjnego przekładu.

## Publikacje
- Karol Meissner OSB, Bolesław Suszka: Twoja przyszłość, O życiu, rodzinie, małżeństwie, płciowości, miłości — rozmowy z chłopakiem, wyd. W drodze, Poznań 1999
- Karol Meissner OSB, Bolesław Suszka: A tak już nie są dwoje, lecz jedno ciało... – rozmowy z narzeczonymi i młodymi małżeństwami, wyd. Oficyna Wydawnicza, Wrocław 1991
- Karol Meissner OSB, Bolesław Suszka: Twoje życie. O życiu, rodzinie, małżeństwie, płciowości, miłości – rozmowy z dziewczyną, wyd. Hlondianum, Poznań 1999
- Karol Meissner OSB: Skąd się biorą dzieci? Jak rozmawiać z dziećmi o przekazywaniu życia, wyd. Fundacja Głos Dla Życia, Poznań 1999,   wyd. IW JEROZOLIMA, Poznań 2015
- Karol Meissner OSB: Płciowość człowieka w kontekście wychowania osoby ludzkiej, wyd. Fundacja Głos Dla Życia, Poznań 1999,  wyd. IW JEROZOLIMA, Poznań 2017
- Karol Meissner OSB, Bolesław Suszka: Twoje życie. Nowe rozmowy z dziewczyną o życiu, rodzinie, małżeństwie, płciowości, miłości, wyd. Agape, Poznań 2017.
- Karol Meissner OSB, Bolesław Suszka: Nas dwoje i… Rozmowy z narzeczonymi i młodymi małżeństwami,  wyd. IW JEROZOLIMA, Poznań 2015
- Karol Meissner OSB: "Płciowość i czystość" z problematyki życia seksualnego.  wyd. IW JEROZOLIMA, Poznań 2005
- Karol Meissner OSB: Człowiek – istota płciowa. O psychologii współżycia małżeńskiego. wyd. IW JEROZOLIMA, Poznań 2008
- Karol Meissner OSB: Czy ty wierzysz? Wykłady o rozwoju wiary i ludzkiej dorosłości.  wyd. IW JEROZOLIMA, Poznań 2002
- Karol Meissner OSB: "KONFLIKTY PSYCHICZNE" Ich wpływ na życie religijne i moralne.  wyd. IW JEROZOLIMA, Poznań 2004